# Kemestaródfa, Vas
Kemestaródfa  este un sat în districtul Körmend, județul Vas, Ungaria, având o populație de 234 de locuitori (2011). 

## Demografie
Componența etnică a satului Kemestaródfa
     Maghiari (98,33%)
     Germani (1,67%)
Componența confesională a satului Kemestaródfa
     Necunoscută (100%)
     Alte religii (2,14%)
Conform recensământului din 2011, satul Kemestaródfa avea 234 de locuitori. Din punct de vedere etnic, majoritatea locuitorilor (98,33%) erau maghiari, cu o minoritate de germani (1,67%). . Pentru 100,0% din locuitori nu este cunoscută apartenența confesională.